# Kwilcz
Kwilcz (deutsch Kwiltsch, 1943–1945 Lärchensee, älter auch Quilitz) ist ein Dorf und Sitz der gleichnamigen Landgemeinde in Polen. Der Ort liegt im Powiat Międzychodzki der Woiwodschaft Großpolen.

## Geographische Lage
Der Ort liegt in der historischen Region Großpolen, etwa 15 Kilometer östlich von Międzychód (Birnbaum) und 59 Kilometer westlich der Stadt Posen.

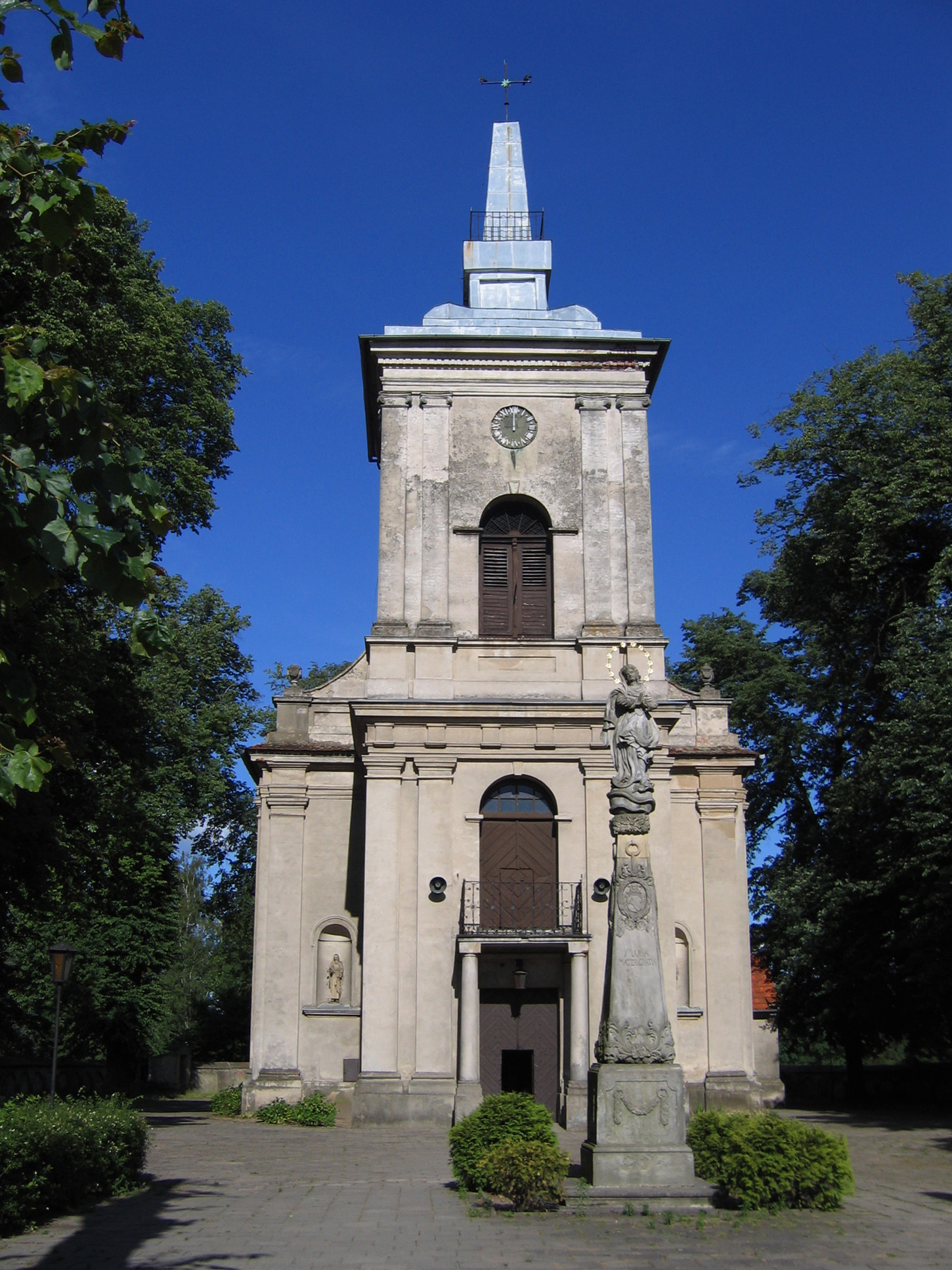
Michaelskirche

## Gemeinde
Zur Landgemeinde (gmina wiejska) Kwilcz gehören 16 Ortsteile (deutsche Namen, amtlich bis 1945) mit einem Schulzenamt (solectwo):
- Augustowo
- Chorzewo (Chorschewo)
- Chudobczyce
- Daleszynek (Daleschinko, 1943–1945 Weißbrück)[4]
- Kubowo (Kubowo, 1943–1945 Erlenhorst)[4]
- Kurnatowice (Kurnatowitze, 1943–1945 Buchenhagen)[4]
- Kwilcz (Kwiltsch, 1943–1945 Lärchensee)[4]
- Lubosz (Lubosch)
- Mechnacz (Mechnatsch, 1943–1945 Eichdorf)[4]
- Miłostowo (Milostowo, 1943–1945 Liebenwerder)[4]
- Mościejewo (Moschiejewo, 1943–1945 Dreimühlen)[4]
- Niemierzewo (Niemierschewo)
- Prusim (Pruschim, 1943–1945 Sophiengrund)[4]
- Rozbitek (Rozbitek, 1943–1945 Reichenhof)[4]
- Upartowo (Upartowo, 1943–1945 Ortelsdorf)[4]
- Wituchowo (Wituchowo, 1943–1945 Steineck)[4]

Weitere Ortschaften der Gemeinde ohne Schulzenamt sind:
- Dąbrówka (Dombrowo, 1943–1945 Alteichen)[4]
- Józefowo (Josefowo)[4]
- Karolewice
- Kozubówka
- Leśnik (Lesionke)
- Nowa Dąbrowa (Neu-Dombrowo)[4]
- Nowy Młyn (Neumühle)[4]
- Orzeszkowo (Orzeschkowo, 1943–1945 Nußdorf)[4]
- Pólko (Polko)
- Stara Dąbrowa
- Stary Młyn
- Urbanówko (Urbanowko)

## Söhne und Töchter des Ortes
- Walerian Borowczyk (1923–2006), polnischer Regisseur